# Taylor Decker
Pour les articles homonymes, voir Decker.
(en) Statistiques sur pro-football-reference
Taylor Decker, né le 23 août 1993 à Vandalia en Ohio, est un joueur américain de football américain. Il évolue au poste d'offensive tackle dans la National Football League (NFL). 

## Biographie

### Carrière universitaire
Il rejoint en 2012 l'université d'État de l'Ohio et leur équipe des Buckeyes d'Ohio State, avec lesquels il joue durant quatre saisons.
Après avoir été remplaçant durant sa première saison universitaire, il devient titulaire à partir de la saison 2013. La saison suivante, il aide les Buckeyes à remporter le championnat national universitaire face aux Ducks de l'Oregon.

### Carrière professionnelle
Il est sélectionné par les Lions de Détroit au premier tour, en 16e position, lors de la draft 2016 de la NFL. Peu après sa sélection, il signe un contrat de quatre ans avec les Lions.
Il est désigné titulaire au poste de tackle gauche pour le début de la saison 2016 et a commencé les 16 matchs du calendrier régulier. Il est le seul joueur des Lions avec le quarterback Matthew Stafford à jouer tous les snaps offensifs de la saison. Il est sélectionné dans l'équipe-type des débutants de la ligue par la Pro Football Writers Association à l'issue de la saison.
Le 2 décembre 2018 contre les Rams de Los Angeles, il marque un touchdown sur une passe de Matthew Stafford, une action rare pour un joueur de ligne offensive. Ayant lancé le ballon dans les gradins durant sa célébration, il déclare après le match sur Twitter qu'il s'agit de son premier touchdown à vie et qu'il aimerait reprendre le ballon. Le lendemain, il parvient à entrer en contact avec le supporter ayant attrapé le ballon et a pu le reprendre.
En septembre 2020, il prolonge son contrat avec les Lions de 4 ans pour 60 millions de dollars.